# Henry Bessemer
Henry Bessemer (Charlton, Hitchin, Hertfordshire, 19 de janeiro de 1813 – Londres, 15 de março de 1898) foi um engenheiro metalurgista e inventor do Reino Unido. Foi o criador do processo de Bessemer para a fabricação de aço, que patenteou em 1856. 
Filho de um também engenheiro e sócio de uma fábrica de equipamentos metálicos para tipografia em Charlton, desde cedo mostrou habilidades mecânicas consideráveis e poderes inventivos e desenvolveu suas habilidades em metalurgia na fábrica do pai. Chegou a Londres em 1830 e chegou a associar-se, em 1836 às pesquisas do Dr. Ure, autor do livro Dictionary of Arts, Manufactures, and Mining. 
Interessado na fabricação de canhões de maior alcance e de maior poder ofensivo para a Marinha Real Britânica, concluiu que a verdadeira causa do problema era o ferro com o qual essas armas eram fabricadas. O ferro era tão quebradiço, que as armas explodiam quando se usavam grandes cargas de pólvora. 
Foi por esse motivo, e com muitos estudos que Henry Bessemer desenvolveu um processo de fundição de ferro beneficiado, que produziu grande quantidade de lingotes de qualidade superior. O aço moderno é feito utilizando a tecnologia baseada no processo Bessemer.
Dentro de 20 anos da invenção Bessemer, Sheffield estava produzindo 10 mil toneladas de aço Bessemer cada semana. Isto foi quase um quarto da produção total de aço da Inglaterra. A invenção marcou o início da produção de aço de massa, como enormes quantidades poderiam ser produzidos em um tempo relativamente curto, se comparado à produção de aço de cadinho.
Na altura, esta invenção veio ajudar outras empresas ligadas à Industria Metalúrgica.
Sabemos, hoje, que isso era devido à grande quantidade de carbono presente no ferro fundido. Assim desenvolveu o seu pioneiro processo industrial de baixo custo para a produção em massa de aço a partir de ferro gusa fundido, que permitia verdadeiramente produzir aço em grande escala. 
O processo de Bessemer foi um avanço de uma prática conhecida na China desde 200 d.C. O princípio desse processo é a remoção de impurezas do ferro pela oxidação com ar soprado através do ferro fundido. A oxidação aumenta a temperatura da massa de ferro e a mantém em estado de fusão.
Mudou-se para Sheffield, no centro da indústria do aço, onde abriu a Bessemer Steel Company. O Kelham Island Museum, situado nessa cidade, ainda mantém um modelo antigo de um conversor Bessemer em exposição ao público. 
Patenteou mais de cem inventos, foi nomeado cavaleiro (1879) e, fellow da Royal Society.
O processo de Bessemer não removia o fósforo da massa fundida com eficiência e como o preço do minério com baixo teor de fósforo ficou alto, o custo de conversão também acabou aumentando. Assim a produção comercial de aço nos Estados Unidos da América encerrou a manufatura de aço pelo processo de Bessemer em 1968, sendo substituído pelo processo de Linz-Donawitz.
No dia 15 de Março de 1898 (85 anos), Henry Bessemer faleceu. As causas da sua morte nunca foram conhecidas, pelo que há imensos boatos sobre este falecimento. Está sepultado no Cemitério de West Norwood em Londres.